# Festungsmuseum Bergenhus
Das Festungsmuseum Bergenhus (norwegisch Bergenhus Festningsmuseum) ist ein norwegisches Kriegsmuseum.
Es befindet sich innerhalb der Festung Bergenhus nahe dem Hafen von Bergen. Bei freiem Eintritt ist es in den Monaten Mai bis September täglich außer montags von 11 bis 17 Uhr geöffnet.

## Geschichte
Bereits kurz nach Ende des Zweiten Weltkriegs wurde damit begonnen, ein Museum einzurichten, das den norwegischen Widerstandskampf unter deutscher Besatzung dokumentieren sollte. Im Jahr 1996 wurde auf Initiative des Kommandanten der Festung Bergenhus das dortige Magazin für Museumszwecke zur Verfügung gestellt. Innerhalb der nächsten zehn Jahre wurde es entsprechend umgebaut und eingerichtet.
Am 9. April 2006 eröffnete Gunnar Sønsteby (1918–2012), ehemaliger norwegischer Widerstandskämpfer und der am höchsten dekorierte norwegische Staatsbürger, das Museum. Es gliederte sich zunächst in drei Ausstellungsabteilungen, die in den folgenden Jahren auf acht anwuchsen:
- Einsatz von Frauen beim Militär (eröffnet am 10. November 2004)
- Widerstandskampf in und um Bergen in der Zeit von 1940 bis 1945
- Presse Bergens in einer Zeit der Krise
- Untergrund-Presse zwischen 1940 und 1945
- Auslandseinsätze norwegischer Streitkräfte
- Norwegische Brigaden im Widerstandskampf (eröffnet am 9. April 2006)
- Geschichte der Festung Bergenhus (neueröffnet am 24. Oktober 2007)
- Schlüsselmaschine Enigma

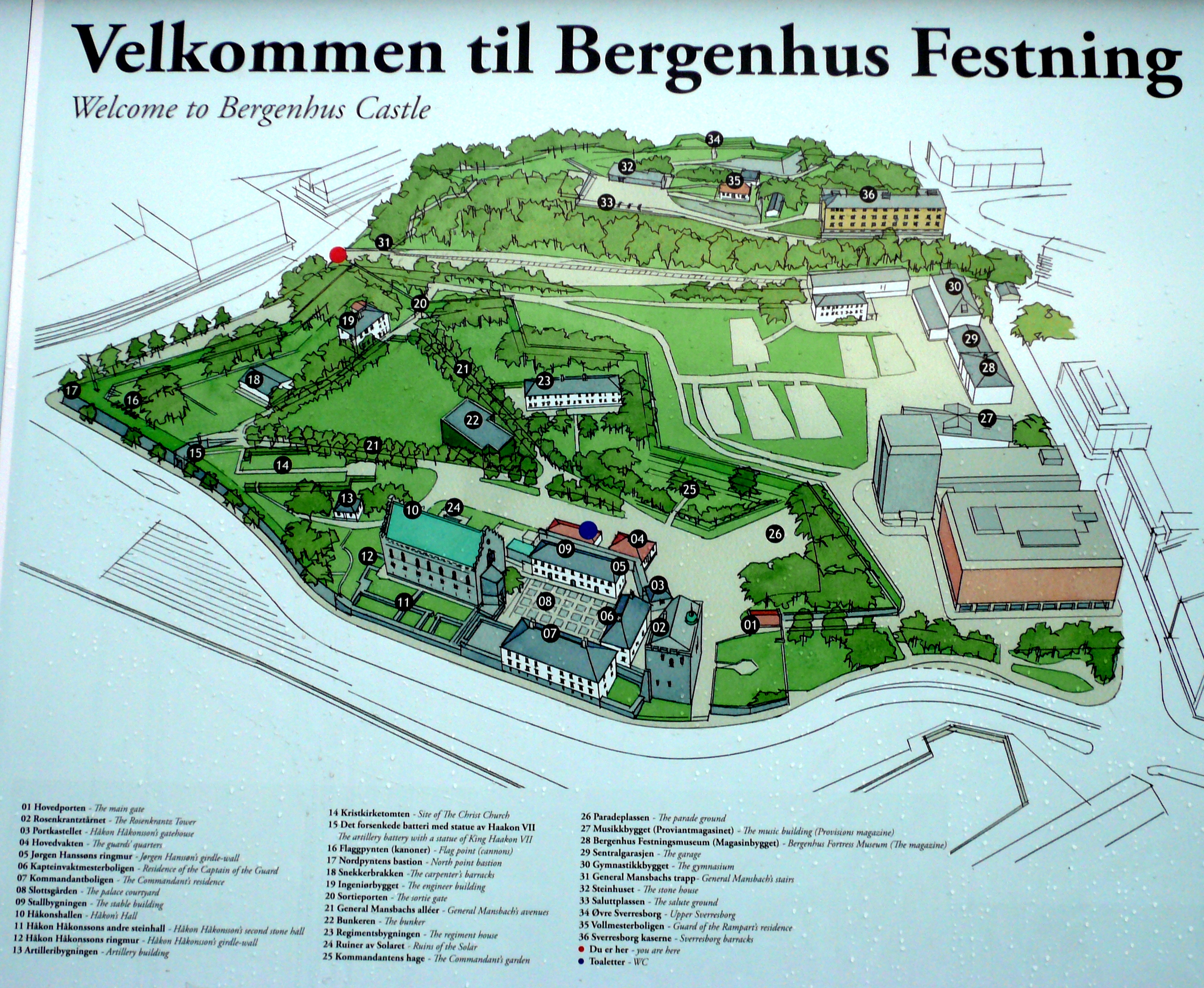
Lageplan der Festung. Das Museum befindet sich im ehemaligen Magazin (Gebäude Nr. 28).
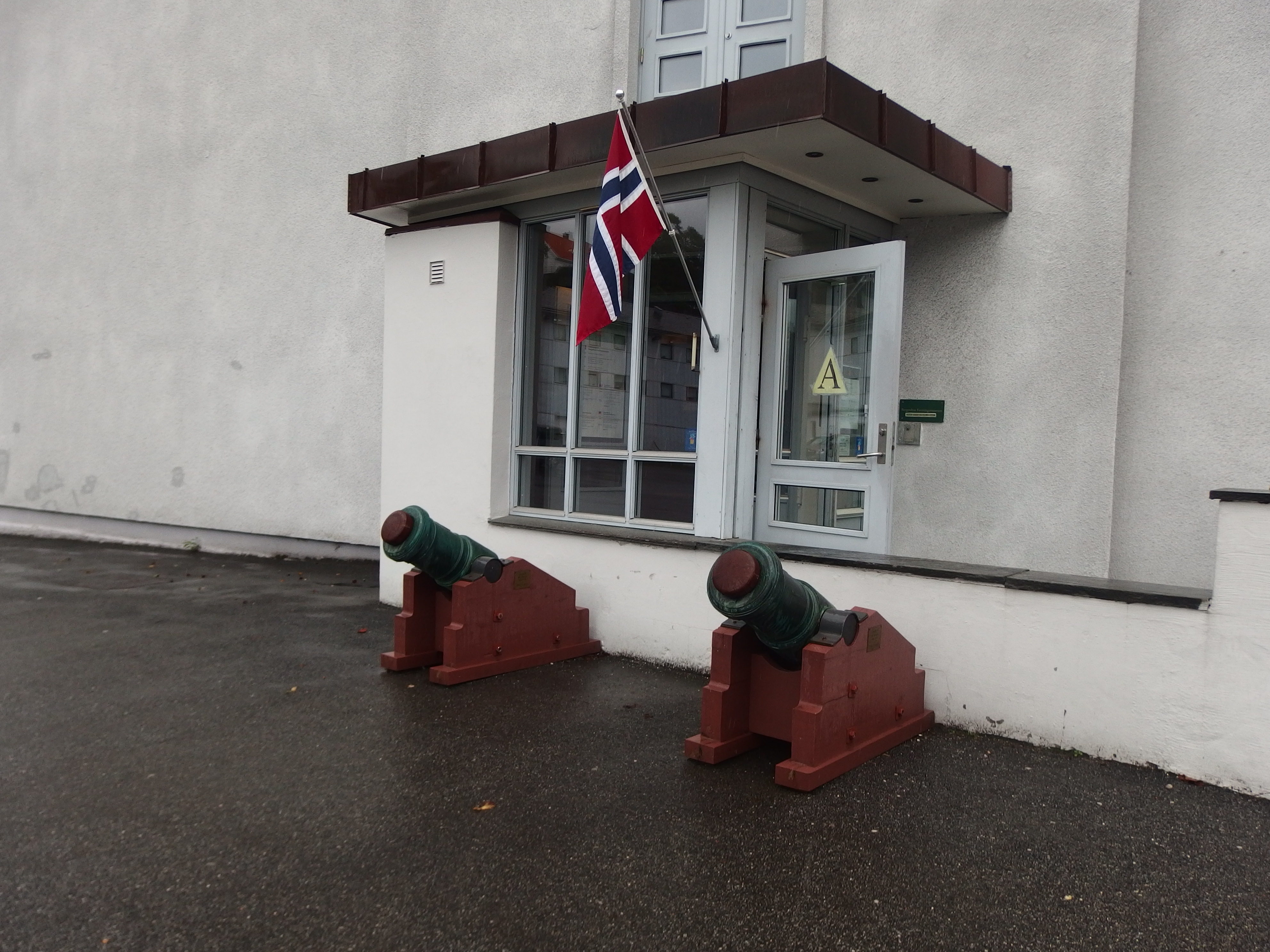
Eingang
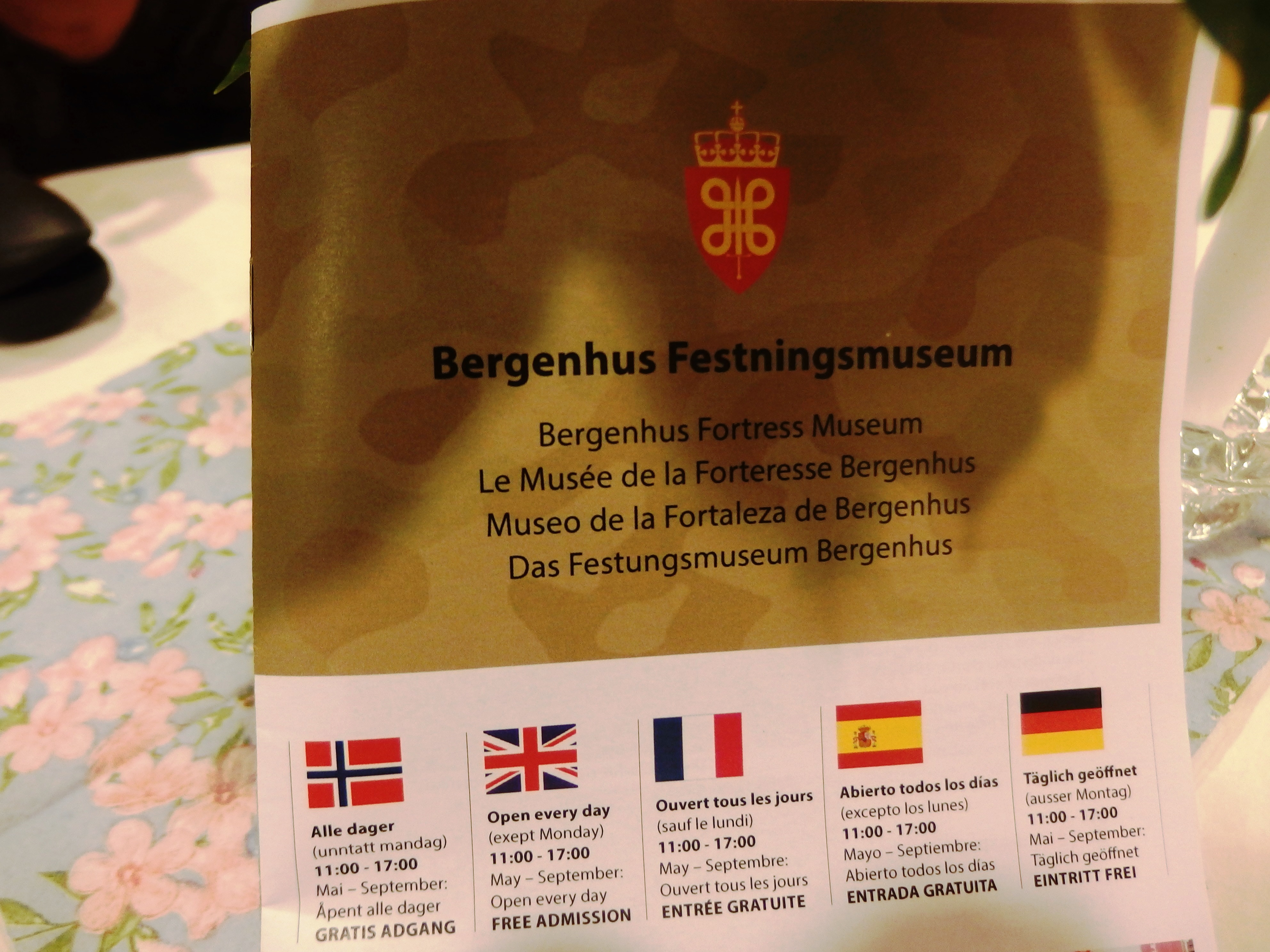
Hinweisschild
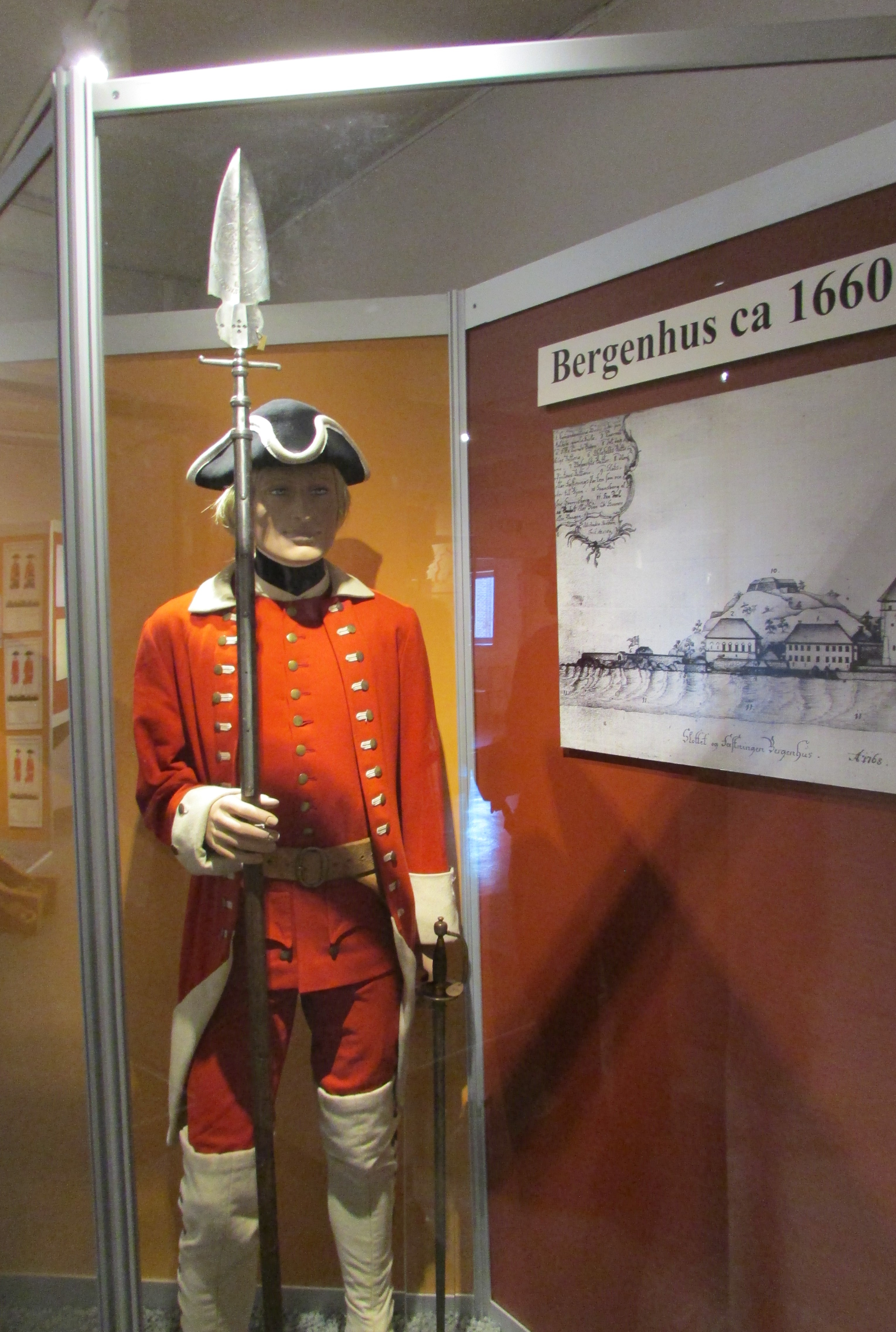
Historische Uniform und Waffe
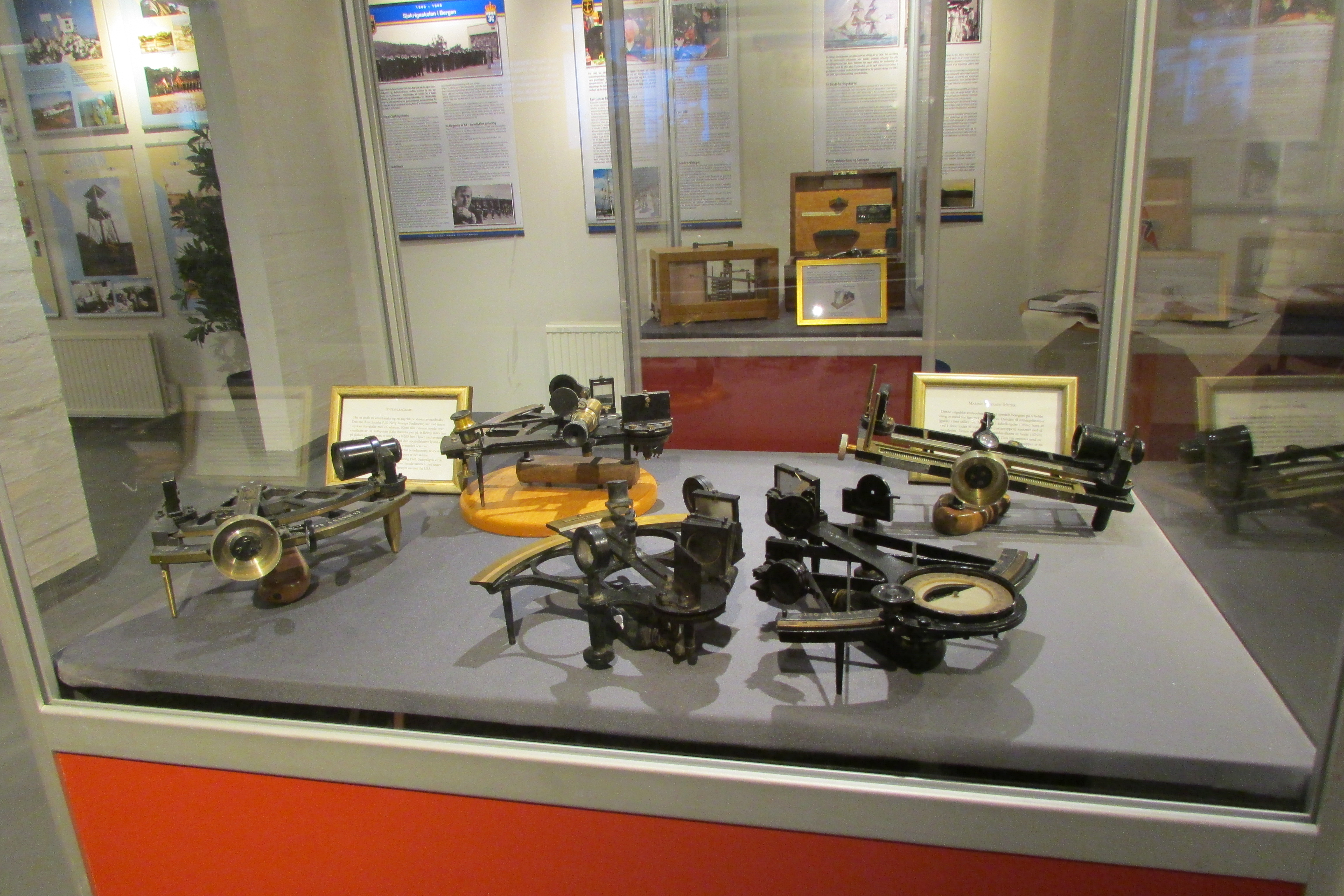
Nautische Instrumente
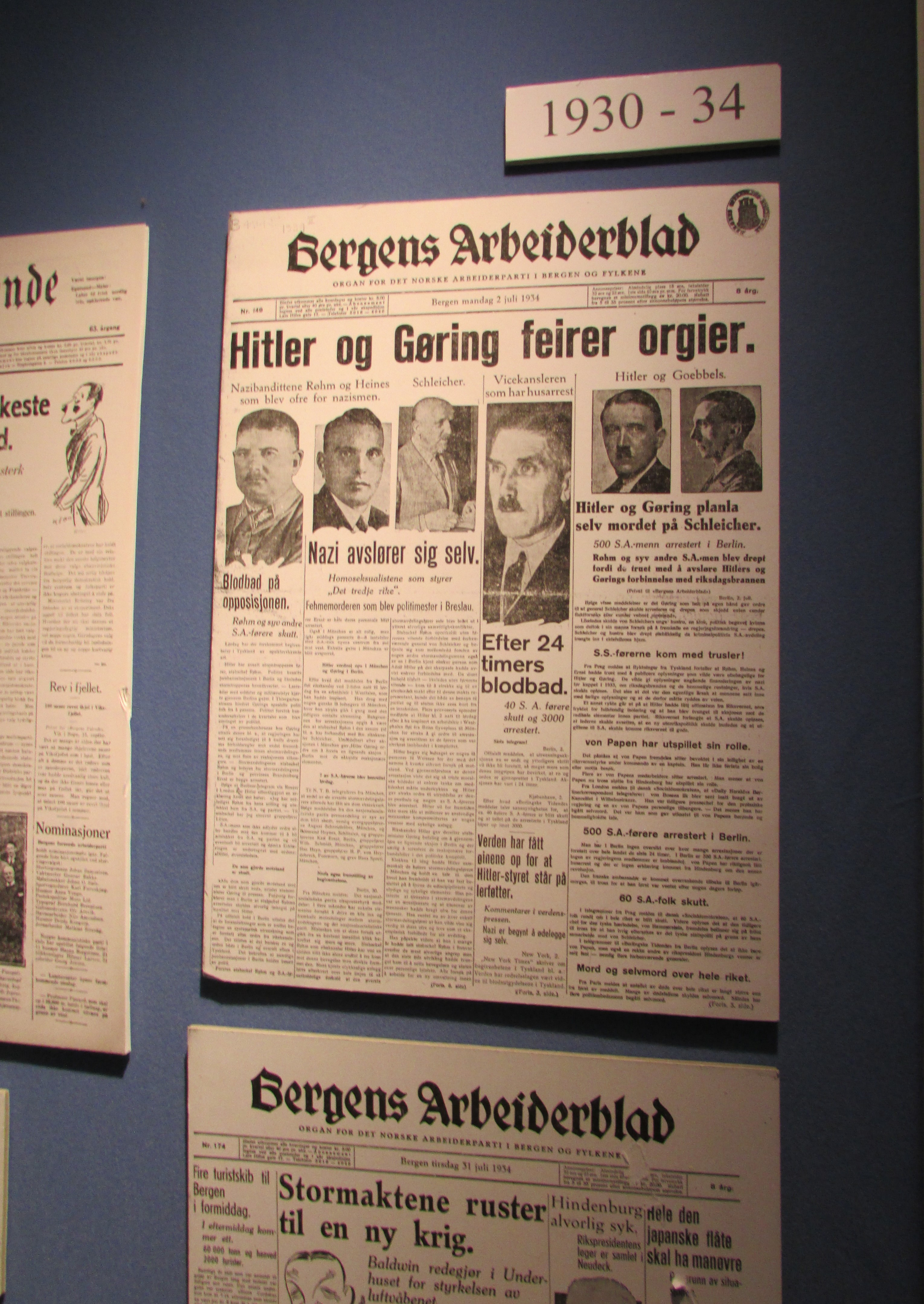
Historische Zeitungen
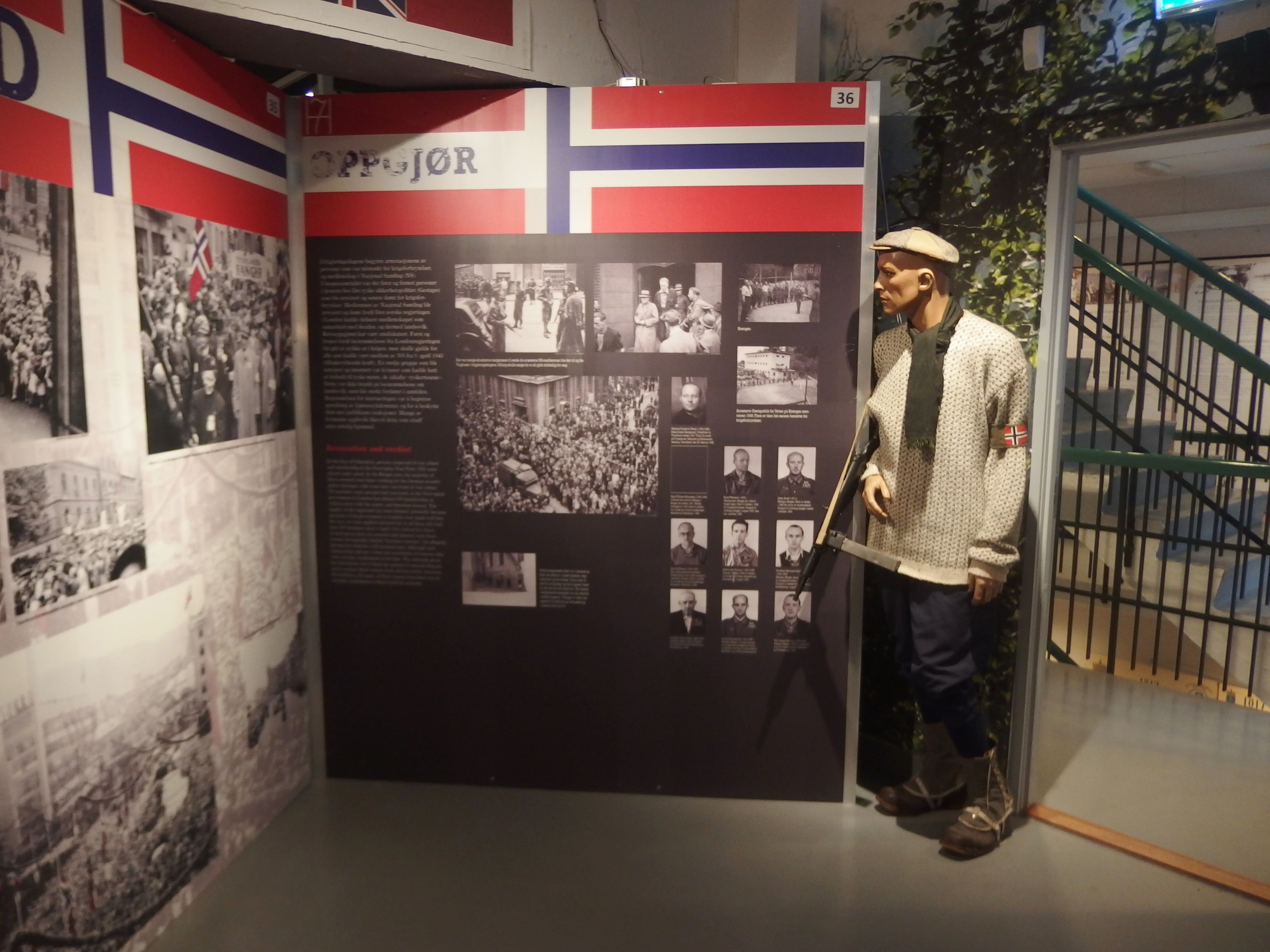
Norwegischer Widerstand im Zweiten Weltkrieg
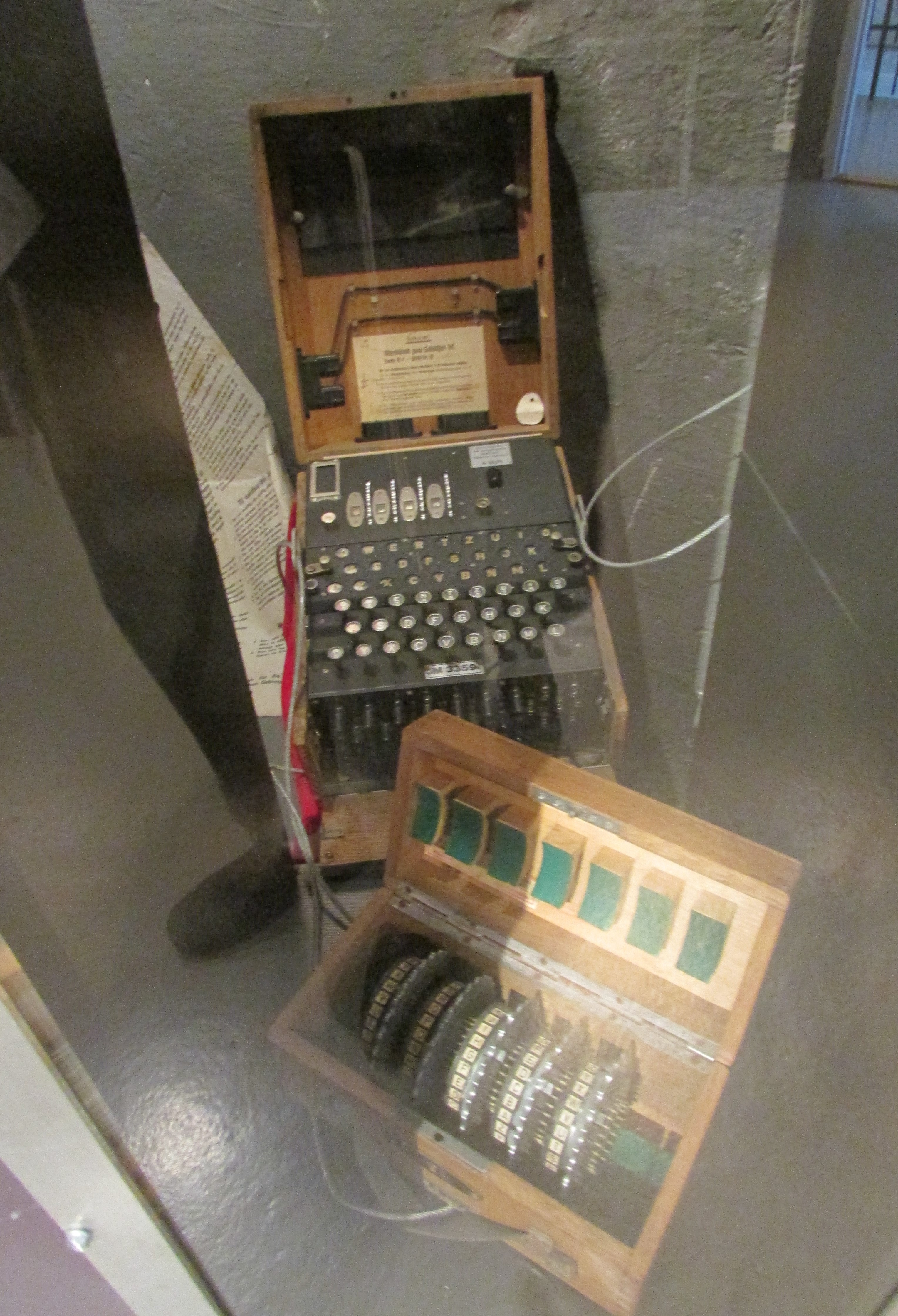
Erbeutete Rotor-Chiffriermaschine Enigma-M4
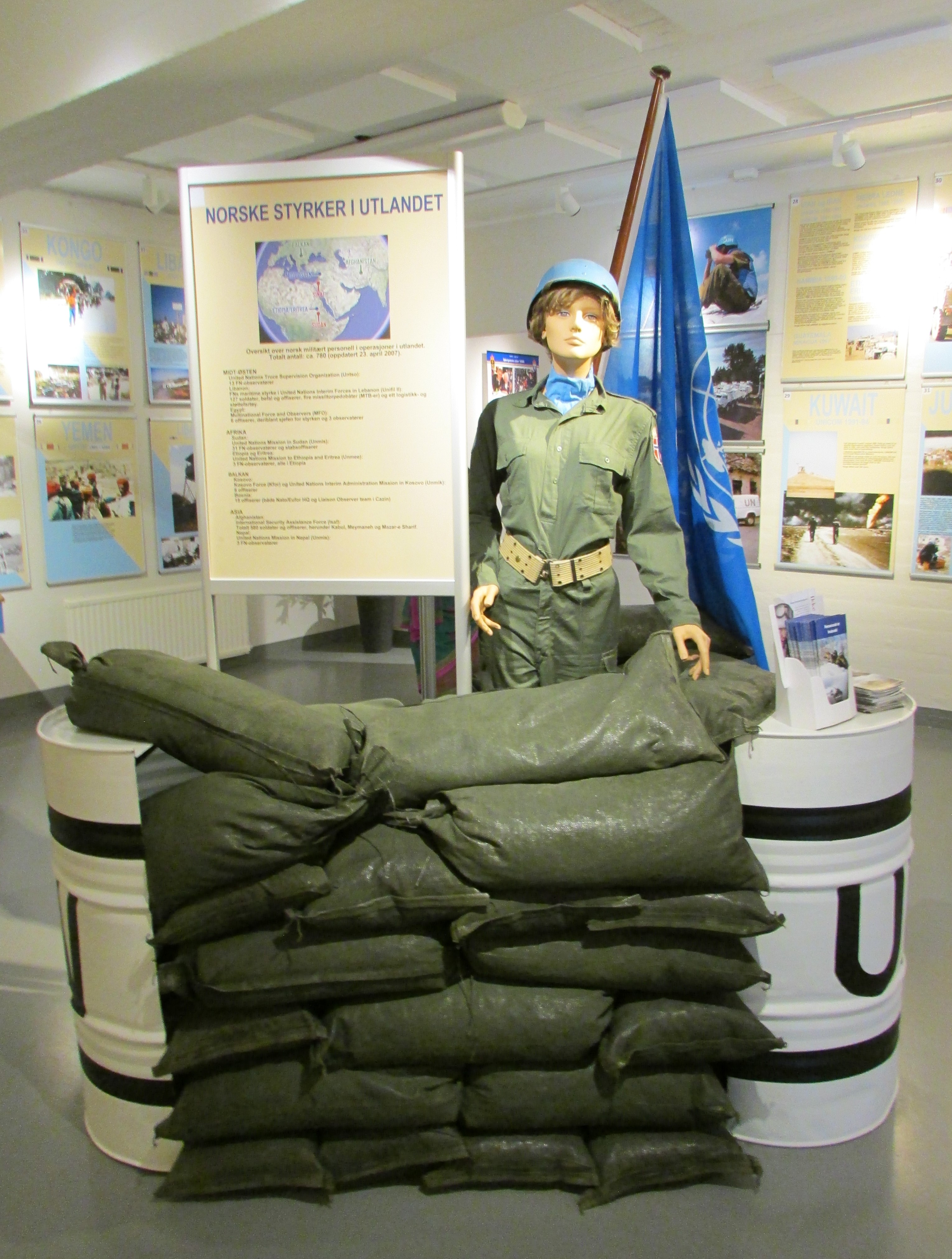
Norwegische UN-Friedenstruppen